# Ferdinando Maria Pignatelli
Ferdinando Maria Pignatelli, C.R., italijanski rimskokatoliški duhovnik, škof in kardinal, * 9. junij 1770, Neapelj, † 10. maj 1853.

## Življenjepis
25. maja 1793 je prejel duhovniško posvečenje pri Kongregaciji regularnih klerikov.
21. februarja 1839 je bil imenovan za nadškofa Palerma in 1. aprila istega leta je prejel škofovsko posvečenje. 8. julija 1839 je bil povzdignjen v kardinal-duhovnika S. Maria della Vittoria.